# Cessna 425
Cessna 425, známá i pod obchodním jménem výrobce Corsair a později Conquest I, je americký osmimístný dvoumotorový turbovrtulový lehký dopravní letoun s přetlakovou kabinou pro cestující. Byl vyráběn společností Cessna Aircraft z Wichity v Kansasu mezi lety 1980 až 1986.

## Vznik a vývoj
Cessna 425 vznikla jako konkurent typu Beechcraft King Air. Na trh byla uvedena v roce 1980, jako typ odvozený od Cessny 421 a poháněný dvěma turbovrtulovými motory Pratt & Whitney PT6 o výkonu 450 hp (336 kW). Jeho porovnání s modelem King Air C90 bylo popsáno slovy: „výsledkem byl přetlakový dvoumotorový turboprop v ceně 875 000 dolarů, schopný dosáhnout o 15 až 20 uzlů vyšší rychlosti než C90, se čtyřmi pasažéry doletět o 250 mil dál, a spotřebovat o 15 procent méně paliva. Také jeho prodejní cena byla až o 200 000 dolarů nižší.“
Model 425 byl velmi nenáročný na pilotáž a komentátoři oceňovali jeho prostornou kabinu s velkými okny, poskytujícími cestujícím dobrý výhled, a pohodlná sedadla.
Typ, původně nesoucí pojmenování Corsair, byl podle požadavků zákazníků vyvinut do verze Conquest I s prostornější kabinou, schopnou pojmout větší počet pasažérů, a vyšší maximální vzletovou hmotností. Původní provedení Corsair mohlo být na Conquest I modifikováno za pomoci konverzní sady, produkované výrobním závodem.
V polovině 80. let došlo k poklesu prodejů typu 425, vzhledem k ekonomické situaci v oblasti všeobecného letectví, a v roce 1986 byla jeho výroba skončena.

## Specifikace

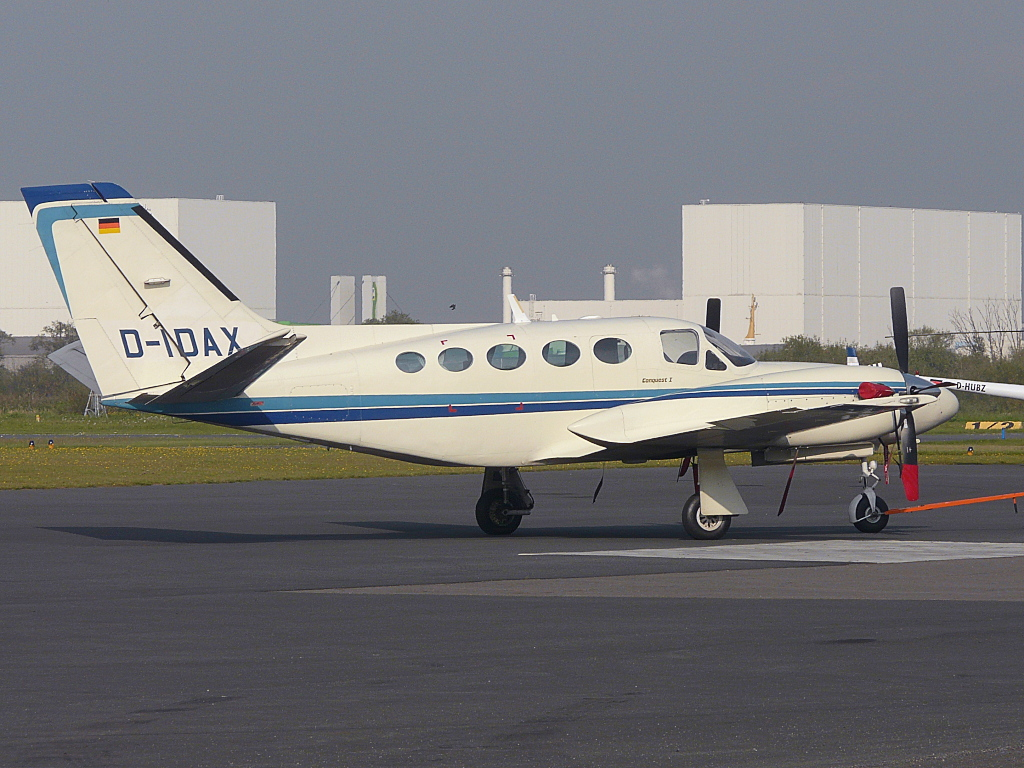
Cessna 425 Conquest I

Údaje podle Airliners.net, Airplanepropeller.com a Risingup.com

### Technické údaje
- Osádka: 1 pilot
- Kapacita: 7 cestujících
- Délka: 10,9 m (35 stop a 10 palců)
- Rozpětí: 13,5 m (44 stop a 2 palce)
- Výška: 3,8 m (12 stop a 7 palců)
- Nosná plocha: 20,9 m² (224,98 čtverečních stop)
- Prázdná hmotnost: 2 244,4 kg (4 948 liber)
- Maximální vzletová hmotnost: 3 719 kg (8 600 lb)
- Pohonná jednotka: 2 × turbovrtulový motor Pratt & Whitney

Canada PT6A-112, s čtyřlistými plynule stavitelnými vrtulemi Hartzell HC-B3TN-3C
- Výkon pohonné jednotky: 500 shp (373 kW)

### Výkony
- Maximální rychlost: 498 km/h (264 uzlů, 309 mph)
- Dolet: 2 480 km (1 339 nm, 1 540 mil)
- Dostup: 10 180,32 m (33 400 stop)
- Stoupavost: 9,46 m/s (1 862 stop za minutu)